# San Giovanni in Persiceto
San Giovanni in Persiceto – miejscowość i gmina we Włoszech, w regionie Emilia-Romania, w prowincji Bolonia.
Według danych na styczeń 2009 gminę zamieszkiwało 26 915 osób przy gęstości zaludnienia 235,3 os./1 km².